# ジョン・ディロン (第10代ロスコモン伯爵)
第10代ロスコモン伯爵ジョン・ディロン（英語: John Dillon, 10th Earl of Roscommon、1782年8月27日没）は、アイルランド貴族。

## 生涯
パトリック・ディロン（Patrick Dillon、初代ロスコモン伯爵ジェームズ・ディロンの次男ルーカスの息子ジェームズの息子）とディンフナ・タルボット（Dymphna Talbot、アーサー・タルボットの娘）の息子として生まれた。
1770年3月25日に兄ロバートが死去すると、ロスコモン伯爵の爵位を継承した。兄ロバートがロスコモン伯爵の称号を使用しなかったのに対し、ジョンは称号を使用したが、カトリックだったためアイルランド貴族院への招集令状を申請しなかった。
1782年3月25日に死去した。息子パトリックが爵位を継承したが、第10代伯爵が死去した時点では嫡出子がいないものと思われ、初代ロスコモン伯爵の七男パトリックの子孫ロバート・ディロン（1802年9月没）が爵位の継承権をアイルランド貴族院に認めさせた。パトリックは1799年になってようやく第10代伯爵の嫡出子であることがアイルランド貴族院に承認され、爵位を取り戻した。

## 家族
エレノア・オファロン（Eleanor O'Fallon、エドワード・オファロンの娘）と結婚、3女をもうけた。
- マーガレット - ローレンス・マニング（Lawrence Manning）と結婚
- ディンフナ（Dymphna） - エドワード・ハンリー（Edward Hanly）と結婚
- ヘレン - マシュー・マニング（Mathew Manning）と結婚

その後、ブリジット・マラリー（Bridget Mullaly）と再婚、1男をもうけた。
- パトリック（1769年 – 1816年） - 第11代ロスコモン伯爵。子供あり